# Арлја (Маса-Карара)
Арлја је насеље у Италији у округу Маса-Карара, региону Тоскана.
Према процени из 2011. у насељу је живело 35 становника. Насеље се налази на надморској висини од 479 м.